# Сохієв Заурбек Маїрбекович
Заурбек Маїрбекович Сохієв (узб. Сохиев Заурбек Маирбекович; нар. 1 червня 1986, Таджикистан) —  узбецький борець вільного стилю, чемпіон і триразовий призер чемпіонатів світу, дворазовий призер чемпіонатів Азії, призер Азійських ігор, учасник Олімпійських ігор.

## Біографія
Боротьбою почав займатися з 1993 року. Виступав за борцівський клуб «Динамо» Ташкент.

## Спортивні результати на міжнародних змаганнях

### Виступи на Олімпіадах
| Змагання                    | Збірна     | Вагова категорія          | Місце |
| --------------------------- | ---------- | ------------------------- | ----- |
| Літні Олімпійські ігри 2008 | Узбекистан | вільна боротьба, до 84 кг | 9     |
| Літні Олімпійські ігри 2012 | Узбекистан | вільна боротьба, до 84 кг | 12    |

### Виступи на Чемпіонатах світу
| Змагання                        | Збірна     | Вагова категорія          | Місце  |
| ------------------------------- | ---------- | ------------------------- | ------ |
| Чемпіонат світу з боротьби 2006 | Узбекистан | вільна боротьба, до 84 кг | Бронза |
| Чемпіонат світу з боротьби 2007 | Узбекистан | вільна боротьба, до 84 кг | Бронза |
| Чемпіонат світу з боротьби 2009 | Узбекистан | вільна боротьба, до 84 кг | Золото |
| Чемпіонат світу з боротьби 2010 | Узбекистан | вільна боротьба, до 84 кг | Срібло |
| Чемпіонат світу з боротьби 2011 | Узбекистан | вільна боротьба, до 84 кг | 21     |
| Чемпіонат світу з боротьби 2013 | Узбекистан | вільна боротьба, до 84 кг | 16     |

### Виступи на Чемпіонатах Азії
| Змагання                       | Збірна     | Вагова категорія          | Місце  |
| ------------------------------ | ---------- | ------------------------- | ------ |
| Чемпіонат Азії з боротьби 2006 | Узбекистан | вільна боротьба, до 84 кг | Срібло |
| Чемпіонат Азії з боротьби 2011 | Узбекистан | вільна боротьба, до 84 кг | Бронза |

### Виступи на Азійських іграх
| Змагання           | Збірна     | Вагова категорія          | Місце  |
| ------------------ | ---------- | ------------------------- | ------ |
| Азійські ігри 2006 | Узбекистан | вільна боротьба, до 84 кг | Срібло |

### Виступи на інших змаганнях
| Змагання                                                     | Збірна     | Вагова категорія          | Місце  |
| ------------------------------------------------------------ | ---------- | ------------------------- | ------ |
| Золотий Гран-прі з боротьби 2009                             | Узбекистан | вільна боротьба, до 84 кг | Срібло |
| Олімпійський кваліфікаційний турнір з боротьби 2012 (Астана) | Узбекистан | вільна боротьба, до 84 кг | Срібло |
| Турнір Чорного моря 2012                                     | Узбекистан | вільна боротьба, до 84 кг | 8      |

### Виступи на змаганнях молодших вікових груп
| Змагання                                      | Збірна     | Вагова категорія          | Місце |
| --------------------------------------------- | ---------- | ------------------------- | ----- |
| Чемпіонат світу з боротьби серед юніорів 2005 | Узбекистан | вільна боротьба, до 84 кг | 17    |